# 8930 Kubota
8930 Kubota (1997 AX3) là một tiểu hành tinh vành đai chính được phát hiện ngày 6 tháng 1 năm 1997 bởi T. Kobayashi ở Oizumi.